# Santa Claus (Indiana)
Santa Claus – miasto w Stanach Zjednoczonych, w stanie Indiana, w hrabstwie Spencer.